# Frank Marcus
Frank Ulrich Marcus (* 30. Juni 1928 in Breslau, Deutschland; † 5. August 1996 in London) war ein britischer Dramatiker und Theaterkritiker.

## Leben
Frank Marcus wurde als Sohn einer jüdischen Familie im schlesischen Breslau geboren. Er emigrierte 1939 nach London, wo er nach dem Besuch von Anna Essingers Bunce Court School in Otterden an der Saint Martin's School of Art Bildende Kunst studierte. Als Schauspieler, Autor und Bühnenbildner arbeitete er anschließend bei mehreren Theatergruppen, bevor er mit Minuet For Stuffed Birds als Dramatiker debütierte. Seinen größten Erfolg feierte er mit dem 1964 uraufgeführten The Killing of Sister George. Die Geschichte wurde 1966 am Broadway aufgeführt und war in der Kategorie Bestes Theaterstück für einen Tony Award nominiert. Mit Beryl Reid und Susannah York in den Hauptrollen wurde das Stück 1968 von Robert Aldrich unter dem Titel Das Doppelleben der Sister George verfilmt.
Neben dem Schreiben von über 20 Theaterstücken war Marcus auch als Theaterkritiker und Übersetzer tätig. So übersetzte er mehrere Stücke Arthur Schnitzlers ins Englische. Für den Sunday Telegraph war er von 1968 bis 1978 als Theaterkritiker tätig.
Mit der Schauspielerin Jacqueline Sylvester, die in seinem Debütstück die Hauptrolle spielte, war er bis zu ihrem Tod 1993 verheiratet. Er starb am 5. August 1996 nach langer Parkinson-Krankheit im Alter von 68 Jahren an einer Lungenembolie und hinterließ einen Sohn und zwei Töchter.

## Werke (Auswahl)
- Minuet For Stuffed Birds (1950)
- The Formation Dancers (1964)
- The Killing of Sister George (1964)
- Cleo (1965)
- Studies Of The Nude (1967)
- Mrs Mouse, Are You Within? (1968)
- The Window (1969)
- Blank Pages (1972)
- Christmas Carol (1972)
- Notes On A Love Affair (1972)
- Keyholes (1973)
- Beauty And The Beast (1975)
- Portrait Of The Artist (1976)
- Blind Date (1977)
- Ballad Of Wilfred II (1978)
- The Merman Of Oxford (1978)